# Transporte ferroviário no Vaticano
A infraestrutura de transporte ferroviário no Vaticano (em italiano:  Città del Vaticano [tʃitˈta del vatiˈkaːno]) consiste numa única estação ferroviária e em cerca de dois conjuntos de trilhos com cerca de 300 metros de comprimento, sendo por isso o menor sistema ferroviário nacional do mundo. Estas infraestruturas foram construídas durante o pontificado do Papa Pio XI. O acesso e ligação deste sistema ferroviário à rede ferroviária italiana foram garantidos pelo Tratado de Latrão (1929).
O tráfego consiste principalmente em mercadorias (importação de bens) vindas da Itália, embora a linha tenha servido em certas ocasiões para transportar passageiros, habitualmente por razões simbólicas ou cerimoniais.

## História

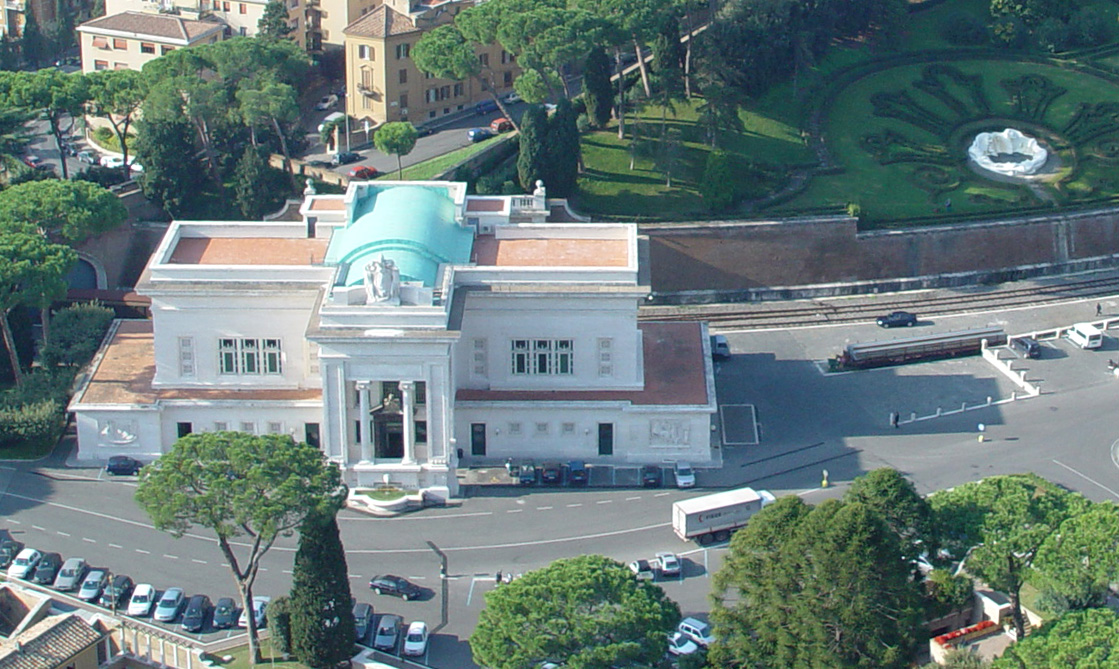
Estação ferroviária da Cidade do Vaticano

O Papa Pio IX, iniciou a construção de uma linha ferroviária de Bolonha e Ancona, mas o território foi tomado pelos exércitos do Risorgimento em 1861, antes que fosse concluída. A viagem de trem era um pré-requisito para as peregrinações em massa no século XIX, começando com aquelas em Lourdes por volta de 1858, e foi um fator que reduziu a oposição a essa tecnologia pela Cúria Romana.
A construção de uma estação ferroviária na Cidade do Vaticano e sua articulação com a rede ferroviária italiana foi garantida pelo Tratado de Latrão de 11 de fevereiro de 1929. A direção da Novas Construções Ferroviárias, do Ministério de Obras Públicas do Reino de Itália, implementou a construção que teve início em 3 de abril de 1929, com a terraplenagem a 38 m acima do nível do mar (a altura da estação "Roma - San Pietro") entre a Praça Santa Marta e o Palazzo del Governatorado. A construção do viaduto que leva até a Cidade do Vaticano foi pago pelo governo italiano, a estação dentro do Vaticano, foi financiada em ₤ 750 milhões acordados pela parte financeira do Tratado de Latrão. O custo total da construção foi relatado em ₤ 24 milhões.

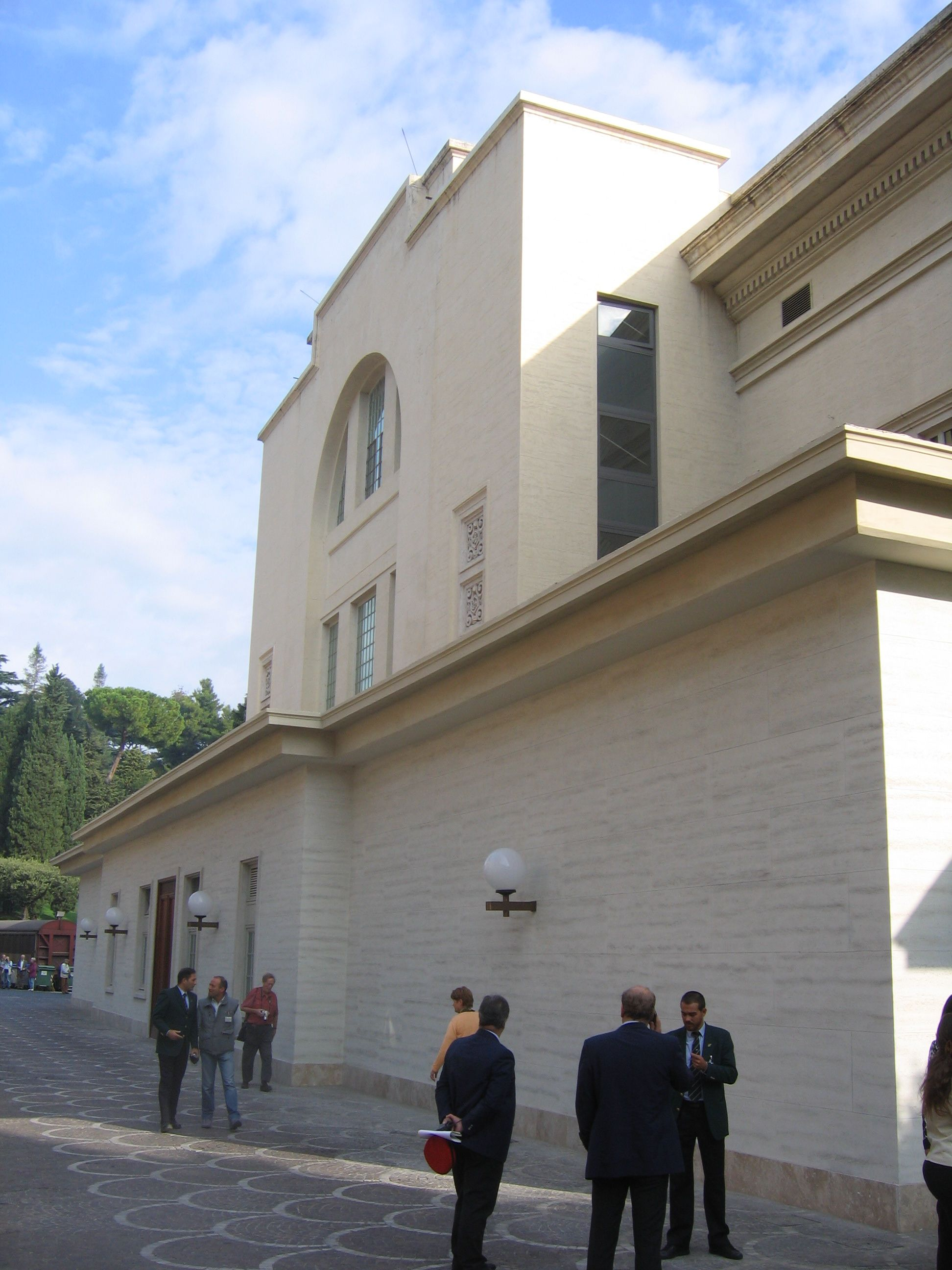
Plataforma da estação do Vaticano

A Estação Ferroviária do Vaticano (mais tarde dividida em um Escritório de Mercadorias e um museu de numismática e filatelia) foi construído a cerca de 20 metros da Porta de Entrada pelo arquiteto Giuseppe Momo. A construção começou em 3 de abril de 1929 e a estação começou a funcionar em 1933. É simples e branco, design em mármore italiano que foi descrito pelo escritor Henry Vollam Morton como "mais parecido como uma filial do Barclays Bank, em Londres." O prédio da estação é construído em mármore branco, e suas dimensões são de 61 x 21,5 m. O corpo central mede 16,85 m de altura e as laterais 5,95 m.
A primeira locomotiva entrou no Vaticano em março de 1932. A estação foi aberta oficialmente no dia 2 de outubro de 1934. A Convenção Ferroviária foi ratificada entre a Itália e o Vaticano, em 12 setembro de 1934, data em que a propriedade passou das Ferrovie dello Stato (Ferrovias do Estado Italiano) para a Santa Sé.
No final de março de 1944, durante o bombardeio de Roma na Segunda Guerra Mundial, o Vaticano descobriu uma munição alemã em um trem parado na linha da Estação Ferroviária do Vaticano.

## Usos
A estrada de ferro do Vaticano tem sido utilizado principalmente para a importação de bens (antes da viagem de automóvel havia se tornado mais comum e menos caro) no Vaticano e intermitentemente para comboios habituais de passageiros. O trem oficial do Papa Pio IX, permanece em exposição no Museu de Roma, no Palazzo Braschi.
O Papa João XXIII, em 4 de outubro de 1962, se tornou o primeiro papa a usar a estrada de ferro do Vaticano durante a sua peregrinação de Loreto a Assis, uma semana antes do início do Concílio Vaticano II, com o comboio presidencial italiano, o percurso foi ao ar na Rede Eurovisão. O Papa Pio IX havia sido tanto o último papa a visitar Loreto (como o executivo dos Estados Pontifícios) e o último papa a viajar de trem. João XXIII também providenciou os restos mortais do Papa Pio X a serem transferido para Veneza utilizando o transporte ferroviário do Vaticano.
O Papa João Paulo II usou a estrada de ferro, algumas vezes para propósitos simbólicos, logo em 8 de novembro de 1979, mas não fez uso da ferrovia para deixar Roma até 24 de janeiro de 2002.

## Galeria

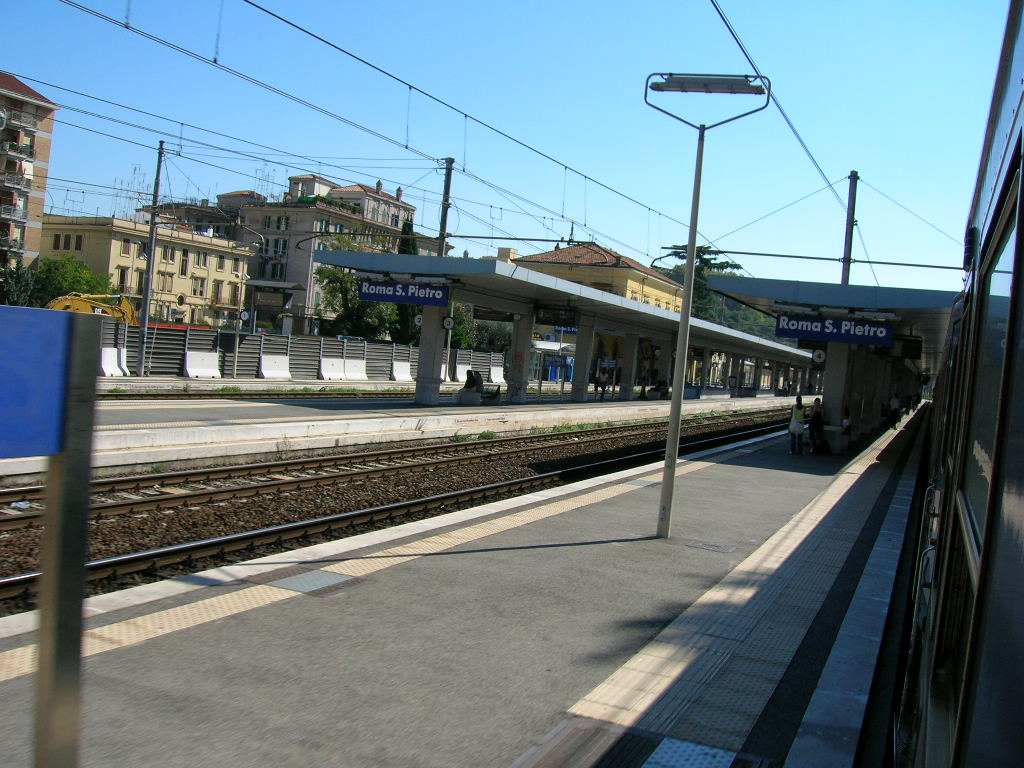
Estação ferroviária de S. Pietro
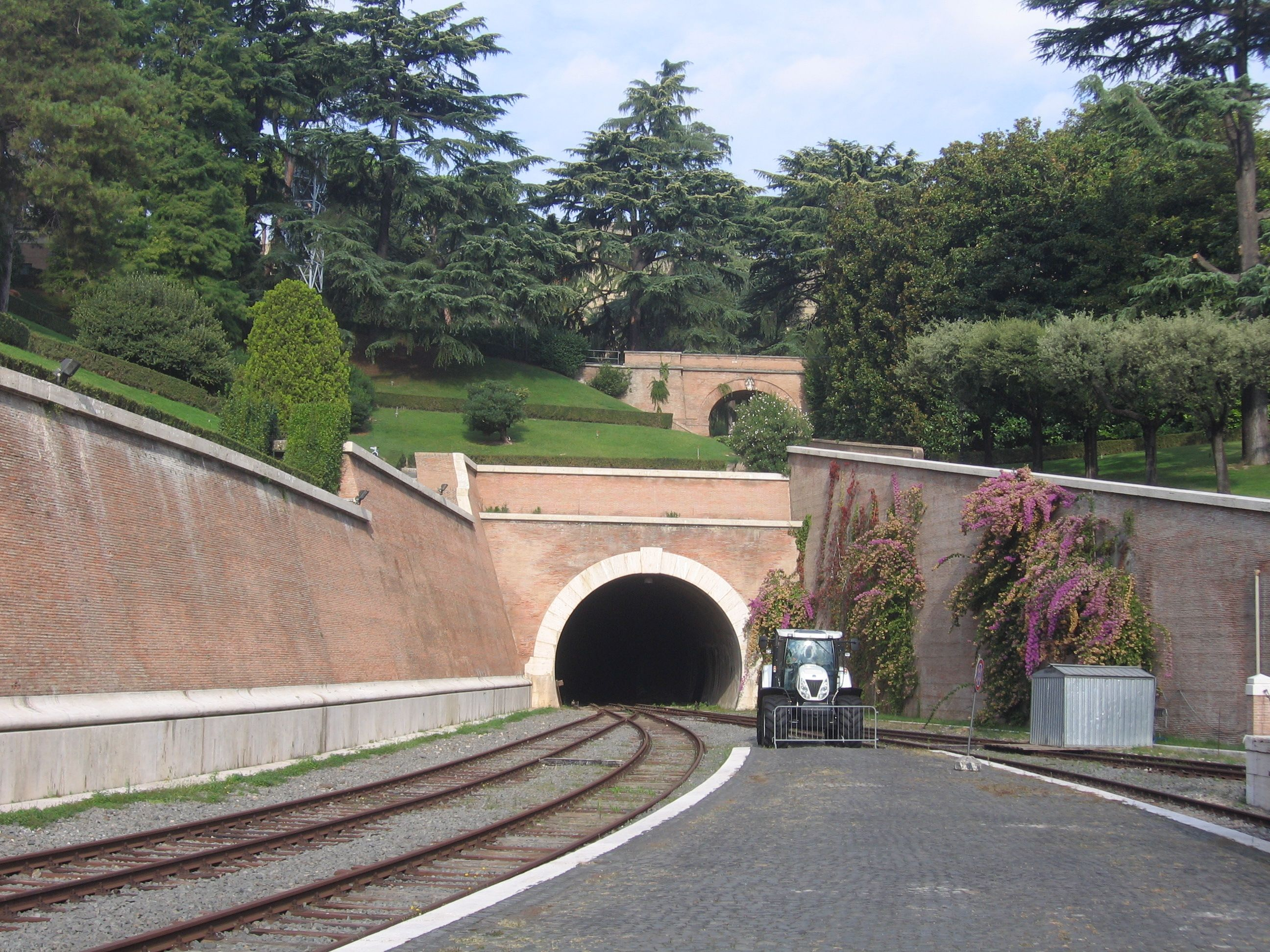
O túnel
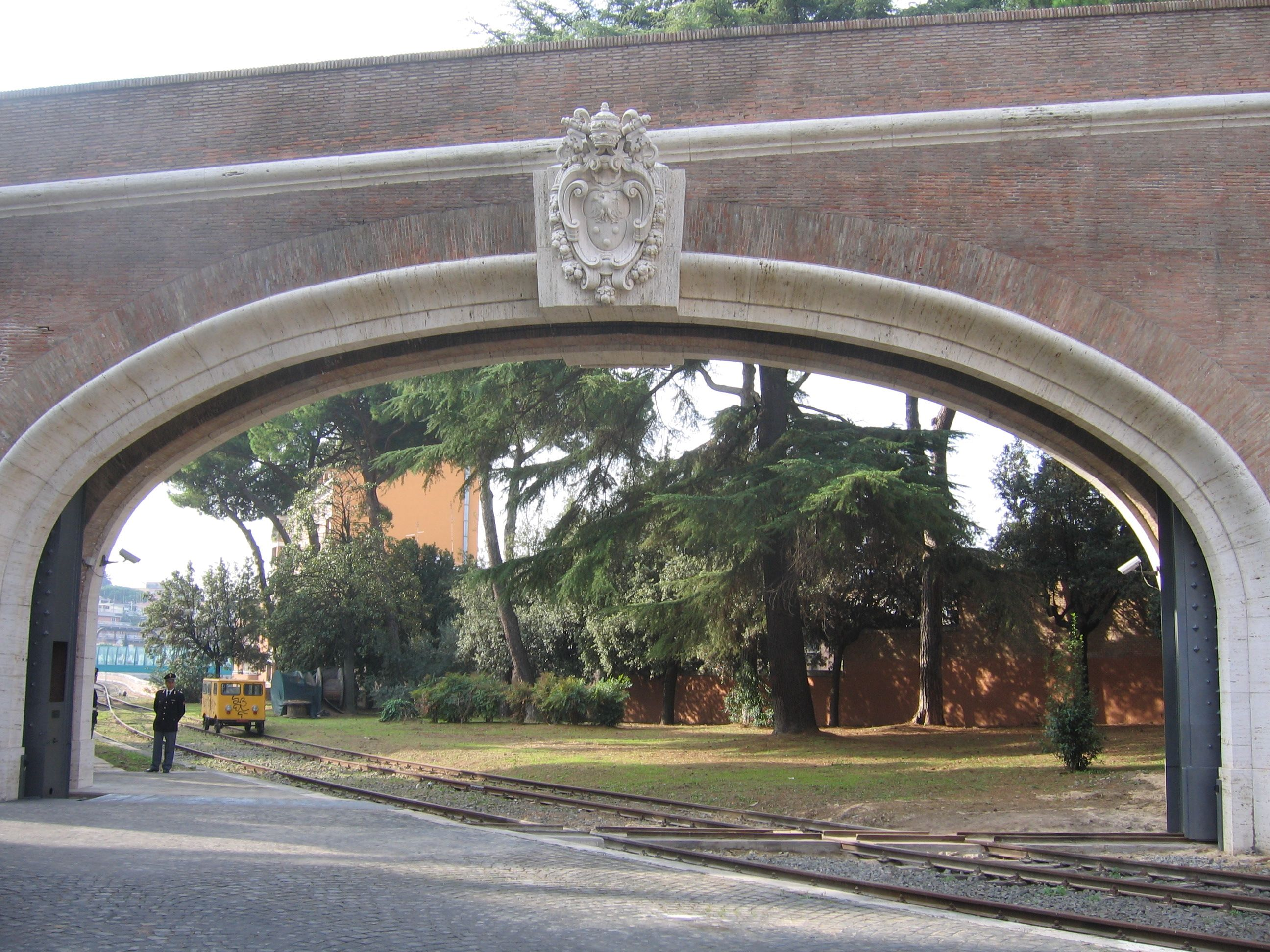
O portão de entrada
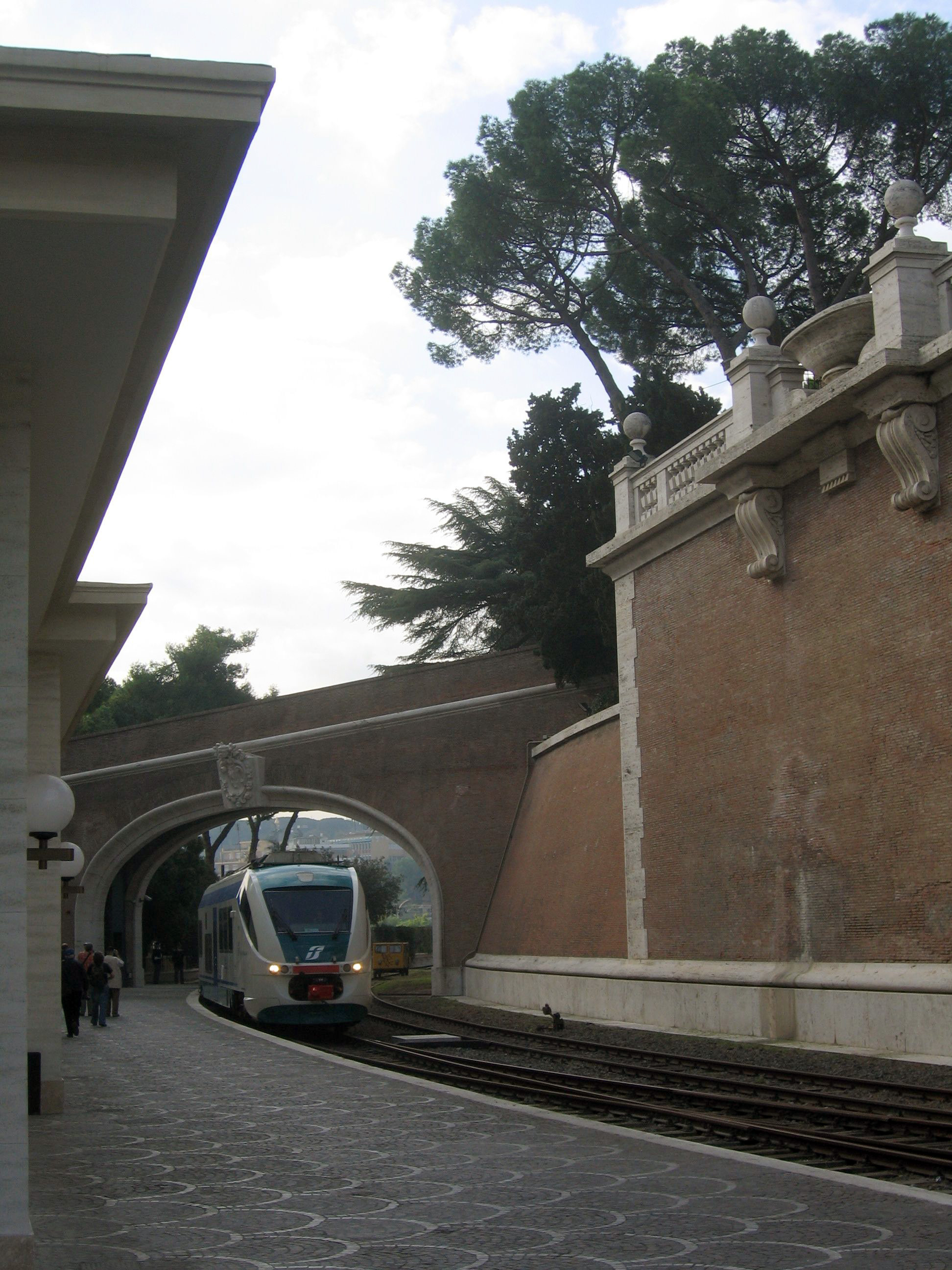
Trem entrando na estação do Vaticano
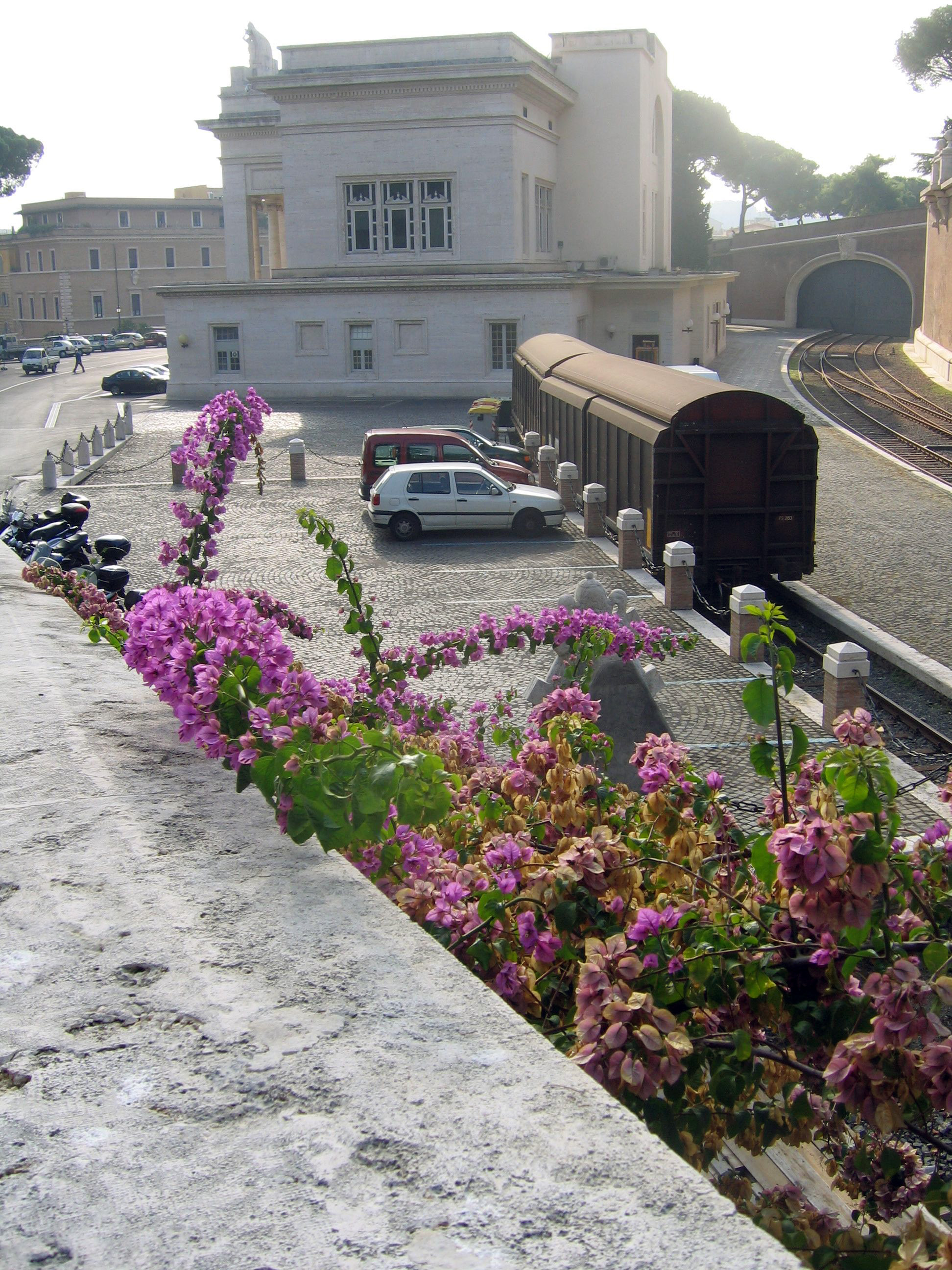
Vista da estação
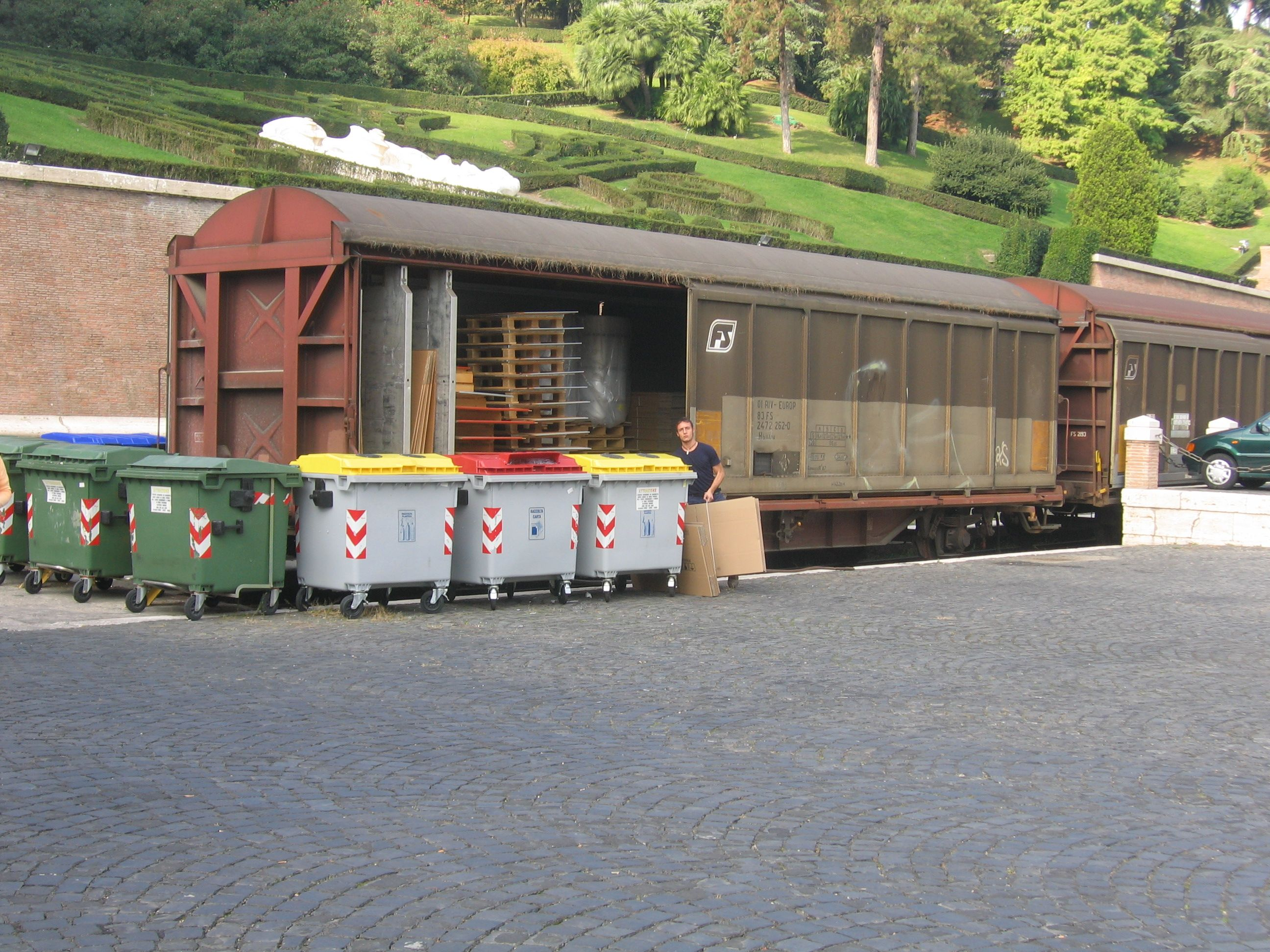
Um FS vagões de carga na estação do Vaticano